# سيلفيا إدواردز
سيلفيا إدواردز (بالإنجليزية: Sylvia Edwards)‏ هي فنانة أمريكية، ولدت في 30 يناير 1937 في بوسطن في الولايات المتحدة، وتوفيت في 25 أكتوبر 2018.